# Hóa ra anh vẫn ở đây
Hoá ra anh vẫn ở đây (So Young 2: Never Gone, tên gốc: 致青春：原来你还在这里), thường được gọi là Never Gone, là một bộ phim tình cảm lãng mạn Trung Quốc năm 2016 dựa trên tiểu thuyết nổi tiếng của Tân Di Ổ. Bộ phim được đạo diễn bởi Châu Tháp Như với sự tham gia của các diễn viên nổi tiếng Ngô Diệc Phàm và Lưu Diệc Phi. Mặc dù cốt chuyện không liên quan tới nhau nhưng bộ phim đã vẫn được quảng bá là phần tiếp theo của phim điện ảnh năm 2013 So Young, phim phát hành tại Trung Quốc vào ngày 8 tháng 7 năm 2016.

## Nội dung
Tô Vận Cẩm (Lưu Diệc Phi) và Trình Tranh (Ngô Diệc Phàm) gặp nhau ở trường trung học. Tô Vận Cẩm là một sinh viên chuyển trường từ một gia đình khó khăn, trong khi người thừa kế giàu có Trình Tranh là sinh viên ngôi sao nổi tiếng. Trình Tranh yêu Tô Vận Cẩm và theo đuổi cô qua đại học, ngay cả khi họ học tập và sinh sống ở các thành phố khác nhau. Tô Vận Cẩm lo lắng về sự khác biệt về tình trạng kinh tế của họ, mặc dù điều này không làm Trình Tranh lo lắng. Cô quyết định cho nó một cơ hội và hai người chuyển đến cùng nhau sau khi tốt nghiệp. Hai năm trôi qua trong hạnh phúc; tuy nhiên, vấn đề tiền bạc đã dẫn đến một mối quan hệ giữa họ, vì Tô Vận Cẩm từ chối nhận sự giúp đỡ tài chính của Trình Tranh cho hoạt động của mẹ cô, và Trình Tranh rất tức giận khi cô đến gặp người yêu cũ Thẩm Cư An (Kiều Nhậm Lương) để được giúp đỡ. Hai người chia tay và Trình Tranh chuyển đến Mỹ để giúp đỡ công ty của gia đình anh.
Sau một thời gian trôi qua, Tô Vận Cẩm nhận ra cô thực sự yêu Trình Tranh và thật ngạc nhiên, lần đầu tiên, cô là người tìm kiếm Trình Tranh chứ không phải là cách khác.

## Diễn viên
- Ngô Diệc Phàm trong vai Trình Tranh
- Lưu Diệc Phi trong vai Tô Vận Cẩm
- Kiều Nhậm Lương trong vai Thẩm Cư An
- Mộng Lý trong vai Chương Việt
- Kim Thế Giai trong vai Chu Tử Dực
- Lý Thấm trong vai Mạnh Tuyết
- Hác Thiệu Văn trong vai Tống Minh

## Tiếp nhận
Phim đứng đầu bảng xếp hạng doanh thu phòng vé Trung Quốc, thu về 70 triệu nhân dân tệ vào ngày đầu tiên ra mắt. Tổng doanh thu bộ phim đạt 336.6 Triệu Nhân dân tệ tại Trung Quốc và 50,2 Triệu đô la Mỹ trên toàn cầu.
Bộ phim nhận được những đánh giá không mấy tịch cực, đặc biệt vì sự yếu kém trong cốt truyện, cách xây dựng hình tượng nhân vật và diễn xuất của các diễn viên chính. The Hollywood Reporter đã gọi bộ phim là "sự bắt chước lộn xộn, ngược dòng của cuộc thám hiểm lãng mạn sắp đến tuổi và sự điên rồ của tuổi trẻ".

## Liên kết ngoại
- Hóa ra anh vẫn ở đây trên Internet Movie Database